# Gastronomía del Ampurdán
La gastronomía del Ampurdán trata sobre la comida y las bebidas típicos de la cocina de esta comarca española. Llamada cocina del mar y la montaña y a veces "reserva gastronómica" de Cataluña.
El Ampurdán configura, con la excepción del Cabo de Creus, una gran llanura encajonada entre el Pirineo, la sierra de las Gavarras y las montañas del litoral de la Selva.
La cocina del Ampurdán está marcada por su naturaleza marítima, complementada con zonas de secano y zonas de bosque de montaña, y con los humedales de los deltas de los ríos Muga, Fluviá y Ter. Los elementos principales son el pescado, el cerdo, el embutido, las aves y las verduras. La afluencia de turismo ha creado un sector de restauración destacable, que ha impactado en la oferta gastronómica con la creación de varios restaurantes de alta gama, entre ellos El Bulli de Ferran Adrià en Rosas. 
A continuación se detalla los elementos más destacables de la gastronomía de esta comarca:

## Productos típicos
El Ampurdán está lleno de productos locales, algunos tradicionales y otros más modernos. El propio vino D.O. Ampurdán es un exponente principal del que se puede considerar producto local y de proximidad. A continuación se expone una selección de los productos locales más arraigados a la zona, con un alto interés gastronómico y que se pueden encontrar en los restaurantes, tiendas y mercados ampurdaneses. Además, constituyen un amplio abanico de combinaciones y maridajes con los vinos.
- Berenjena bonica: De color morado intenso y brillante, tiene una forma ovalada y un sabor suave y poco amargo. Algunas opciones de preparación: asada, frita o rellena con carne y cocida al horno, entre otras preparaciones.

- Arroz de Pals: El clima ampurdanés favorece una maduración más lenta del arroz, haciéndolo de gran calidad. Actualmente hay unas 700 ha cultivadas. La cocción lo hace de textura muy agradable. Algunas opciones de preparación: a la cazuela, caldoso. También en sartén. Hervido con un diente de ajo y aliñado con aceite virgen

- Bitxo: Es una variedad de pimiento de color amarillo o verde pálido, con un sabor suave y una forma delgada y alargada. Algunas opciones de preparación: confitado con vinagre y aliñado con aceite, asado, también frito y acompañando un filete de carne a la plancha.

- Cebolla de Figueras: De coloración rosada y sabor dulce. Algunas opciones de preparación: sencillamente cruda en ensalada con aceite de oliva virgen. También asada.

- Escarola de cabello de ángel: Escarola de mata pequeña y de hoja muy rizada. Muy fina de sabor y poco amarga, tiene unas hojas de textura crujiente y muy agradable a la boca. Algunas opciones de preparación: rota a mano, en ensalada con aceite de oliva virgen y un poco de sal. Unos cortes de tomate maduro y cuatro olivas hacen el resto.

- Alubia de ojo rubio: Variedad de judía muy antigua en el Ampurdán . Con una textura mantecosa y una piel casi imperceptible, ofrece un sabor suave y muy fino. Algunas opciones de preparación: cocida y aliñada con aceite de oliva virgen y un poco de vinagre agridulce.

- Nabo negro: A pesar de la negrura exterior la pulpa es blanca. Carnoso y más sabroso que el blanco. Es largo y delgado. Algunas opciones de preparación: ligeramente enharinado y frito. Guisado con carne de aves o bien de cerdo.

- Olivada: Receta típica mediterránea que se hace con olivas negras, aceite de oliva y sal. Algunas opciones de preparación: untada encima de una tostada de pan y también acompañante de platos de verdura o pescado.

- Manzana de Girona: Las manzanas amparadas bajo esta IGP son cultivadas de acuerdo con las normas de producción integrada. El clima influido por la proximidad del mar, con una elevada insolación y oscilación térmica entre el día y la noche, confieren a estas manzanas su calidad. Algunas opciones de preparación: cruda, al horno, en compota como acompañamiento de platos de carne.

- Salsífí: También llamado salsafí en el Ampurdán, es una raíz similar al nabo, pero de gusto más fin. Muy tradicional en la zona. Textura firme a la vez que blanda a la boca. Gusto muy característico donde se encuentran sutiles notas dulces y, sorprendentemente, marinas. Algunas opciones de preparación: ligeramente enharinado y frito, en tortilla o guiso con aves.

- Tomate de pera: De pulpa carnosa, prácticamente sin semillas, textura firme, muy aromática y con baja acidez. Algunas opciones de preparación: cortad en trozos o lonchas y ensalada con aceite de oliva virgen. Puede añadirse un pocode sal, nunca en exceso.

- Anchoas de La Escala: En sentido estricto cuando hablamos de la anchoa lo estamos haciendo del boquerón preparado en salazón. La técnica de salar los alimentos para poder conservarlos un tiempo prolongado, fue introducida en nuestro país por las colonias griegas y perfeccionada posteriormente por los pueblos romanos. Algunas opciones de preparación: desespinadas y lavadas bajo el chorro de agua del grifo para eliminar el exceso de sal, se dejan solamente los filetes y se aliñan con un buen chorro de aceite de oliva virgen.

- Butifarra blanca o negra: Embutido cocido elaborado con carne de cerdo, sal y pimienta. La negra tiene sangre de cerdo. Color gris en el caso de la blanca y rojo intenso o marrón oscuro la negra, dependiendo de la cantidad de sangre incorporada. Algunas opciones de preparación: como entrante, con pan con tomate o en escudilla y carne de olla, aplastada con la patata y los garbanzos.

- Morcilla de perol: Embutido cocido de carne de diferentes partes del cerdo que recibe su nombre haciendo referencia al recipiente donde se produce su cocción. De color gris oscuro, a la boca es de tacto meloso y sabor pronunciado. Puede presentar aromas ahumados si ha sido cocida con leña. Algunas opciones de preparación: justo calentada a la sartén o a la brasa, porque ya está cocida.

- Butifarra de sal y pimienta: También llamada morcilla cruda o longaniza, la morcilla roja es un embutido crudo de carne de cerdo. Tradicionalmente ligada con cordel, un poco cocida, la textura es granate y hay que añadir la pimienta sin mermar la expresión propia de la carne. Algunas opciones de preparación: es fantástica a la brasa, al rescoldo con un chorro de vino tinto y envuelta con papel de aluminio o bien asada con otras carnes.
- Gallina ampurdanesa: Criado en corrales extensos, tiene una carne de alta calidad. Algunas opciones de preparación: asado solo o con otras carnes, preparado en croquetas, platillos o platos de mar y montaña.

- Gamba de Palamós: Las gambas han sido un producto tradicionalmente pescado en las costas de Palamós y las otras villas litorales. Algunas opciones de preparación: con una carne muy fina y sabrosa, sólo hay que prepararla ligeramente pasada por la plancha.

- Garoina: La garoina o garota tiene forma esférica y está cubierta de pinchas. De carne, jugosa, blanda y de marcado sabor marino. Algunas opciones de preparación: cruda sólo acompañada de un corte de pan.

- Paltruc blanco o negro: Embutido preparado como la morcilla blanca o negra pero de un calibre claramente mayor. Puede tener un aspecto abultado y es muy sabroso. Algunas opciones de preparación: rebanado con pan con tomate. También encima de una tostada caliente que deshaga un poco la grasa, potenciando el sabor.

- Coquina de Roses: Pequeño molusco de forma triangular y caparazón ligeramente marrón, con un consumo secular en la Costa Brava. Algunas opciones de preparación: para acompañar algunos platos de pescado a la cazuela.

- Morcilla dulce: Tradicional en el Ampurdán, esta morcilla está elaborada con carne magra de cerdo, tocino y azúcar. Tiene un aspecto brillante. Algunas opciones de preparación: cocida en una cazuela de barro con un palo de canela y tostadas de pan enjuto. Más actualmente se hace con manzana. Seca como un fuet es buena para los postres.

- Buñuelos del Ampurdán: Producto de pastelería muy arraigado en la tierra. A la vista son rubios y generalmente, en el Ampurdán, sin agujero. El aspecto interno es compacto y no especialmente denso. De textura ligeramente elástica, la nota aromática curiosa suele venir del anís  que trae como aromatizante. Algunas opciones de consumo: a cualquier hora y en cualquier lugar, para merendar o por postres.

- Flaona: Pasta rellena de crema en forma de media luna. Aparentemente dura, en boca es inicialmente crujiente para acontecer rápidamente un conjunto cremoso y de textura muy agradable. Algunas opciones de consumo: se acostumbra a tomar para almorzar o merendar, pero también por postres.

- Manzana de relleno: Manzana rellena de carne picada muy tradicional en la zona. Algunas opciones de consumo: si bien tradicionalmente se comían por postres, la consistencia de este plato hoy lo ha desplazado también a plato principal. Destacar la Manzana de relleno de Vilabertran, adherida a la marca de garantía productos del Ampurdán.[3]

- Requesón de trapo: Queso fresco de tipo requesón, con un color blanco muy uniforme y aspecto compacto. A la boca es blando, incluso un poco esponjoso. Algunas opciones de consumo: acompañado con confituras, miel o azúcar.

- Suso: Pasta dulce crujiente al primer contacto, con un corazón de crema rodeado por hojas de pasta soplada. El interior es amoroso y de una cremosiadt muy marcada. Algunas opciones de consumo: solo, para almorzar o merendar. También por postres.

- Pa de Tramuntana: Elaborado con trigos obtenidos con técnicas de producción integrada en suelos agrícolas del parque natural de los Humedales del Ampurdán. Son trigos típicamente mediterráneos, adaptados a inviernos fríos y húmedos y veranos cálidos y secos, uniformes en calidad. Algunas opciones de consumo: mojado con tomate, ya sea tostado o sin tostar.

- Aceite DOP Ampurdán: el Ampurdán es una zona con una larga tradición de elaboración de aceite. El aceite DOP Ampurdán es un aceite elaborado con olivas de variedades autóctonas, como la argudell, la corivell o la verdal, y también con oliva arbequina. Algunas opciones de consumo: crudo, o como agente para fritos siempre evitando temperaturas excesivas.[4]

## Técnicas culinarias

### Sofrito

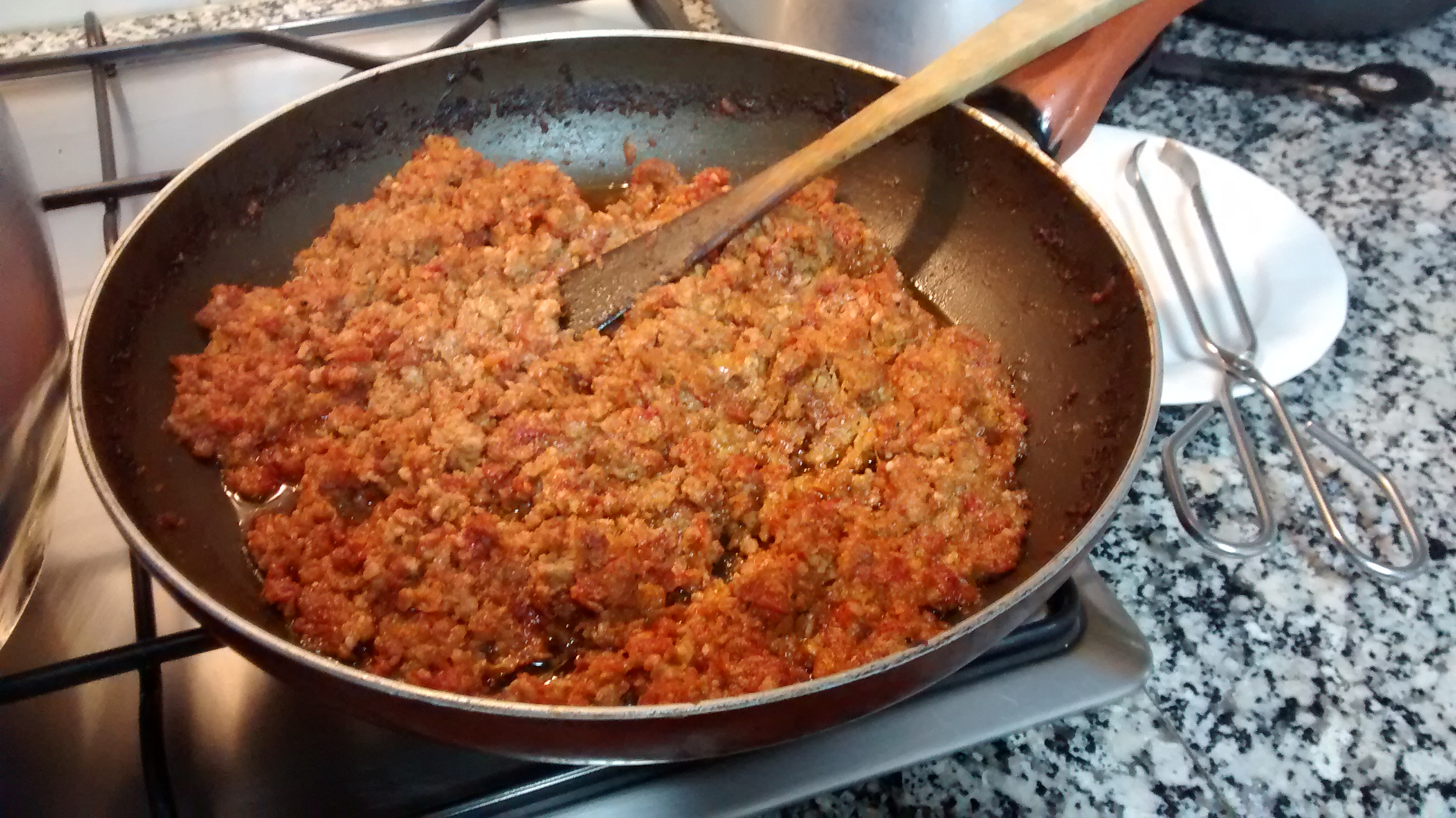
Sofrito

El sofrito es una técnica culinaria típica del Ampurdán. Consiste en dorar una cantidad concreta de cebolla cortada o picada en aceite de oliva dentro de una cazuela. Cuando la cebolla está dorada se puede añadir ajo, perejil y tomate. Según el plato que se quiere hacer, la cebolla tiene que quedar más o menos dorada. El sofrito se tiene que cocer a fuego lento.

### La picadura
La picadura se elabora picando un elemento harinoso que da espesor, como por ejemplo pan, frutos secos, galleta..., con otro elemento que aromatiza, como el ajo, el perejil, el azafrán, ... Cuando se ha reducido todo a una pasta finita se mezcla con líquido (agua, caldo, vino, ...). Tradicionalmente la picadura se hace con el mortero y la mano de mortero. La función de la picadura, básicamente, es ligar el plato (normalmente, guisados, cazuela) que se está elaborando.
La picadura más conocida es la que se hace con almendras, galleta o pan tostado, ajo y perejil. Hay una gran variedad de picaduras.

## Brunyols

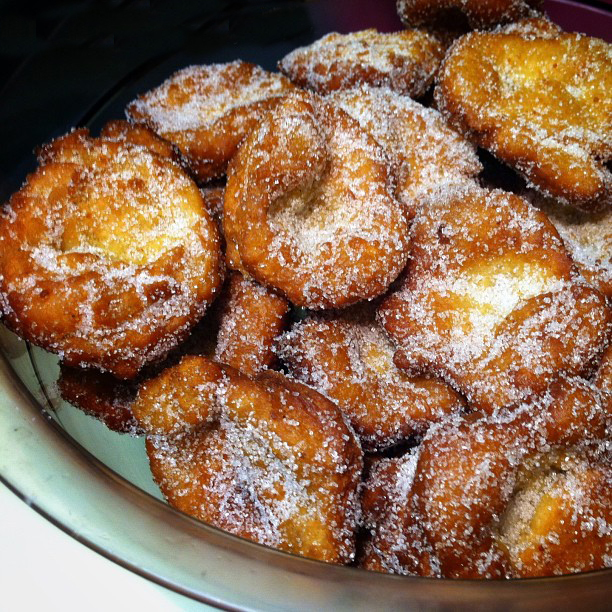
Brunyols

Los brunyols (según la norma, buñuelos) son unos dulces típicos del Ampurdán. Según explican los habitantes de los pueblos ampurdaneses a manera de tradición oral popular, estos dulces se llaman brunyols en contraposición a los buñuelos por la forma que tienen: los brunyols son buñuelos "mal hechos", es decir, no son redondos ni iguales entre ellos. Por otro lado son un plato muy típico en la Comunidad Valenciana y las Islas Baleares. Son unas bolas de pasta airosa frita y espolvoreada de azúcar. En el Ampurdán, el Jueves Santo es la fiesta típica para hacerlos en familia.
De origen incierto. Una versión los atribuye un origen árabe. pero también se explica que los inventaron hace siglos unos frailes del Ampurdán.

## Tapones
Los tapones son un dulce típico de Cadaqués, pan de pellizco con azúcar y mantequilla, en forma de tapón de cava, y azucarados. Son dulces que se toman en la merienda o flambejaos con ron a los postres.

## Tortilla de cocido
La tortilla de cocido que emplea las verduras de la ollada fritas, pero sin huevo.

## Coca
La coca es un producto artesanal típico de todas las comarcas, que en el Ampurdán adopta una variedad de formas. Una es la coca de zanahoria, a base de huevos, azúcar, piel de limón, pasas, harina y zanahoria rallada. Es una coca que se come fría.

## Otros platos típicos
- Mar y montaña (platillo)
- Pato con peras[8]
- escudilla y carne de olla
- langosta y pollo con sofrito.
- Anchoa salada al bote. Es un producto tradicionalmente hecho por mujeres, quienes añadían sal y pimienta buena a las anchoas y las amontonaban en capas.
- anchoa confitada con rebanadas.
- morcilla con judías.
- morcilla dulce (con azúcar), un embutido original del Ampurdán.
- congrio con guisantes.
- Arroz de cabracho
- Manzana de relleno
- crema quemada
- Suquet de pescado
- caracoles
- tortell
- Salteado de calamares con pulpitos y tocino.
- Arroz con morcilla en caldo de pescado.
- Flaona de Figueras o del Ampurdán, es un pastel relleno de crema o requesón típico de toda el área mediterránea (Menorca, Ibiza, Casqueta de Morella, Chipre)
- Manzanas de relleno

## Bebidas típicas
- La zona del Ampurdán constituye una cultura enológica antigua. La garnacha, el vino blanco de Peralada, el rosado de Espolla, el negro de Capmany, entre otros de la Denominación de Origen Ampurdán

- Lo Quemado, un café con ron flambé, es una bebida típica de la costa.

## Ingredientes básicos

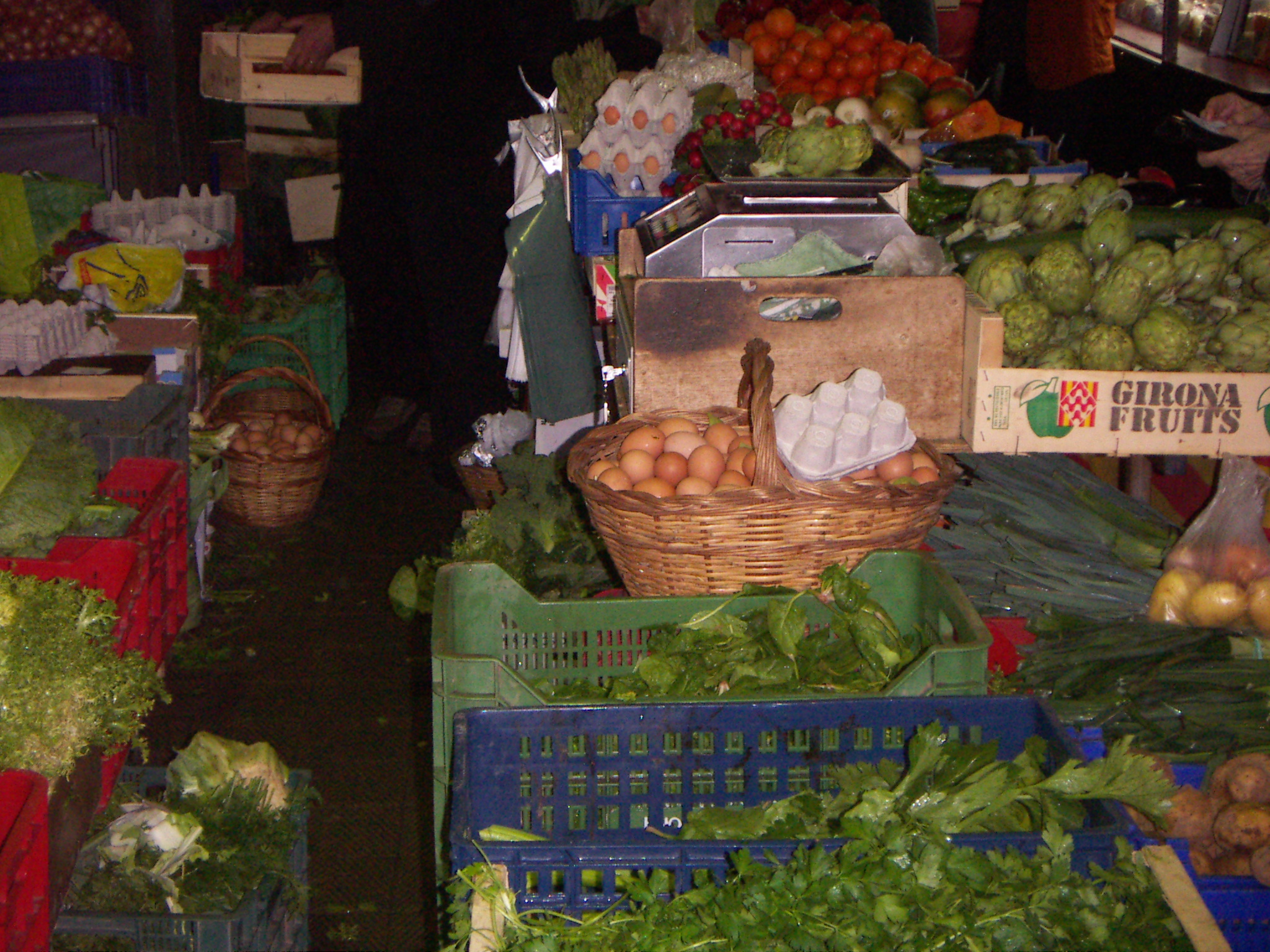
Productos de la huerta ampurdanesa en un puesto del Mercado de Figueras

Las características geográficas de la comarca del Ampurdán ofrecen la más variada oferta de productos agrícolas, ganaderos y marinos.
Con toda la Costa Brava de litoral que ofrece, cada vez menos, una muy extensa variedad de productos desde el atún a la garoina, la llanura con cultivos de secano y a la vega regada por tres deltas (Muga, Fluvià y Ter) con arrozales y con un importante filón de un recurso natural de cañas (Arundo donax) famosas por la fabricación de lengüetas para instrumentos musicales, producto adecuado para una buena comida, y finos hace pocas décadas eran muy necesarios en el mundo rural para secar embutidos, quesos, uvas, setas, y todavía hoy en día son utilizadas en el cultivo con máxima eficacia para proteger a los campos y las huertas del empuje de la Tramontana, para alcanzar frutos ( almendras, olivas, naranjas, higos ) y para el cultivo de tomates, judías y otros productos de las excelentes huertas, y de las viñas de llanura o de montaña con más historia de Cataluña y que por fin se hacen vinos de calidad (DON Ampurdán), así como el aceite de oliva que producen los milenarios olivos del paisaje ampurdanés donde abundan gran variedad de bosques, gracias a las diferencias de altitud en poca distancia donde se va a buscar espárragos, romero, tomillo, castañas, gers o lo que haya  según la temporada y sobre todo a buscar setas, los ampurdaneses, y otros también, dicen que el robellón, cuando el pinar está más cerca del mar, más sabroso y exquisito es; también se va a cazar jabalíes, perdices... además la fama de la carne ha traspasado sus límites geográficos, rebaños de corderos, terneras muy naturalmente criadas, pollos de payés, con la empresa pionera en Cataluña en ofrecer una amplia gama de productos de pato (foie gras entero, "medio-cocido", mousse de foie, jamón de pato), gran producción de cerdos, con importantes mataderos. Y en los últimos años, gracias a la inmigración, importando oferta de productos exóticos.

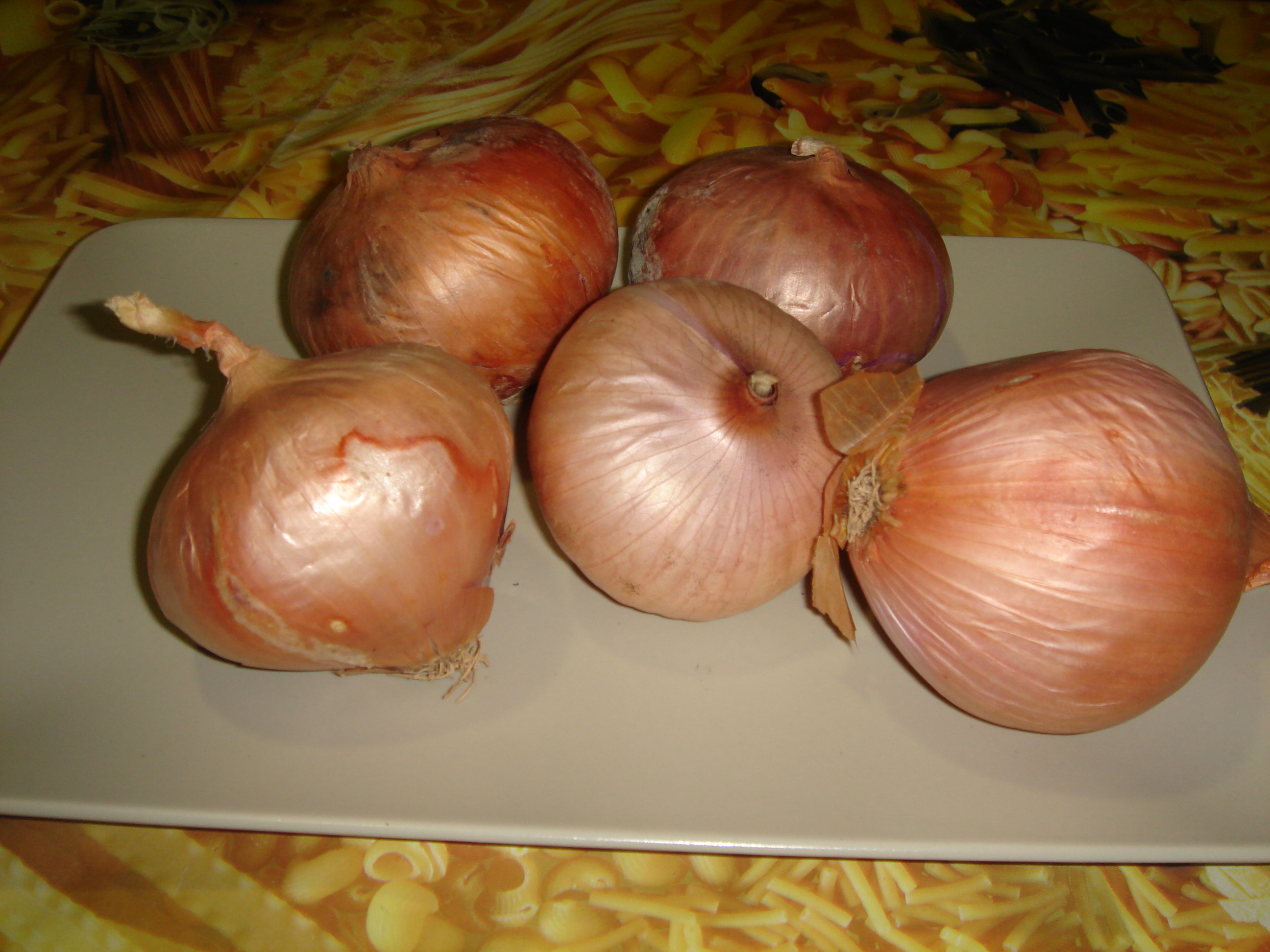
Cebolla de Figueras

Los principales ingredientes básicos que se producen en la comarca son:
- Verduras: Todas las de la huerta mediterránea, patata, cebolla de Figueras, escarola de cabello de ángel, guisantes y habas del Valle de Aro, judía de ojo rubio, berenjena bonita, también espárragos.[9]
- Frutas: uva, manzana, albaricoque, cerezas, higos, granadas.
- Cereales: trigo, cebada, arroz
- Aves: pato, ganso, pollo.
- Carne: cerdo, cordero, ternera.
- Pescado y marisco: anchoa de Cadaqués y La Escala, sepia, congrio, chanquete, garoines (erizos de mar), mejillones, anguilas, angulas.
- Caracoles.
- Setas
- Embutidos: longaniza, morcilla, butifarra, morcilla dulce.
- Otros: miel, aceite de oliva, vino, requesón de trapo.
- Dulces: flaona, brunyols, tortell o rabassa de mazapán.

## Ferias gastronómicas
- Cómete el higo!, muestra gastronómica en que el 2008 14 restaurantes del Alto Ampurdán  elaboraron más de 125 recetas diferentes con higo.[10]
- Muestra de cocina grecorromana que se celebra en La Escala las primeras dos semanas de junio. En octubre se hace otra muestra gastronómica.
- Jornadas gastronómicas en Ampuriabrava en mayo.
- En Lladó se hace una feria de quesos de las más grandes del Estado.
- Muestra del vino y de gastronomía del Ampurdán en la Rambla de Figueras el fin de semana cercano al 11 de septiembre, desde el 1984[11]
- Feria del buñuelo del Ampurdán, por san José, en el centro de Figueras.
- Cabanyada (Festival de música y feria-mercado de la caña) en Cabanas[12]
- Feria de l'Horta y la Manzana de Relleno, en Vilabertran[13]
- Feria del aceite y el olivo por las calles de Espolla y Semana "La cocina del olivo" a diferentes restaurantes del Alto Ampurdán.[14]
- Feria de la Garnatxa y el Brunyol del Ampurdán en Garriguella
- Feria Raíces del Vino a San Martín de Ampurias[15]
- Feria del Aceite de Ventalló[16]
- Feria de la Manzana en La Armentera
- Feria de la miel nueva en Colera
- Feria de la cebolla y del calçot de Vilasacra
- Feria de la cereza de Llers
- Feria de la cereza de Terradas
- Feria de la Judía de San Lorenzo de la Muga
- Feria de las hierbas de Peratallada - Forallac[17]
- Feria de la cerveza artesana en Jafre el segundo fin de semana de julio.[18]
- Fiesta de la Sal y la Anchoa de La Escala.[19]
- Mercado de los Tortells en Báscara el domingo antes del día de Ramos.[20]
- Feria del espárrago al Puerto de la Selva[21]
- Feria Gusto a finales de marzo en Figueras, para promover los productos de Ampurdán.[22]
- Muestra de Gastronomía Ampurdanesa el 12 de octubre en el pabellón de los Jardines del Castillo de Peralada, concurso de platillos (pato, pollo, perdiz, cordero, cerdo, ternera, pescado, etc. con verduras, setas, peras, manzanas, samfaina, marisco, etc.) y postres (cremas catalana, manzanas al horno o rellenas, pastelería en general, etc.) para cocineros y cocineras no profesionales, centrado en la recuperación de platos de cocina tradicional ampurdanesa.[23]